# Ley francesa de separación de la Iglesia y el Estado de 1905

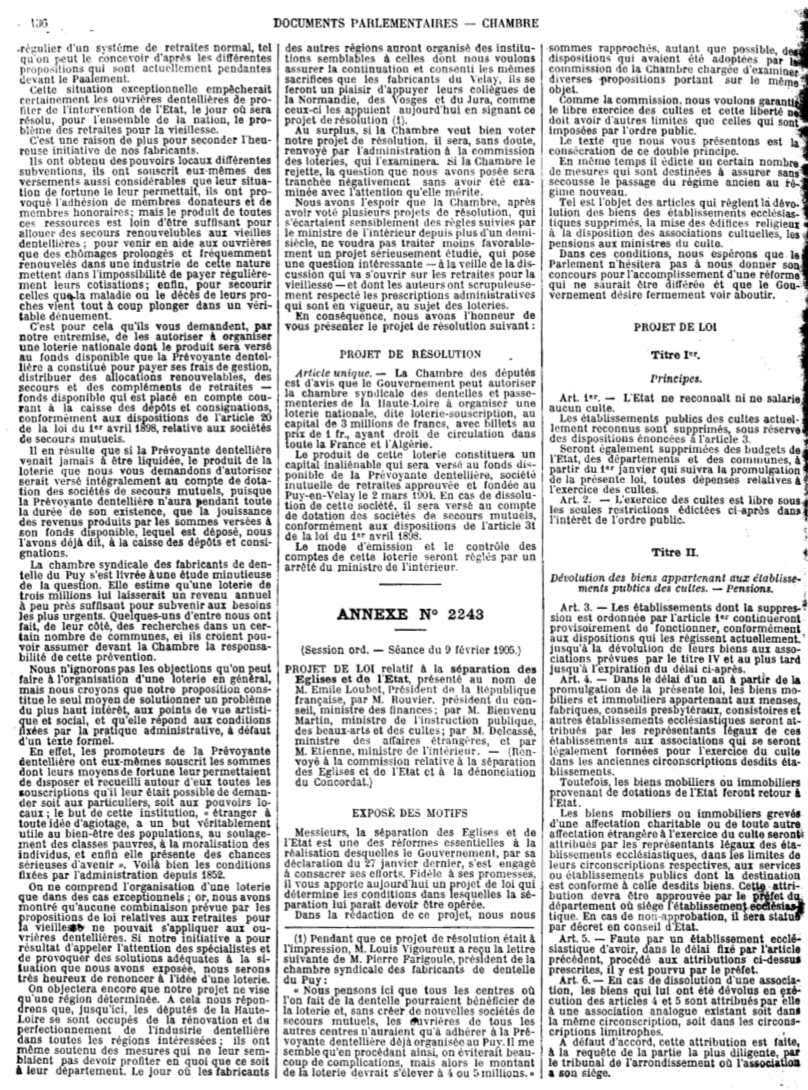
La primera página del proyecto de ley, tal como fue presentada ante el la Cámara de Diputados en 1905.

La ley de separación de la Iglesia y el Estado (en francés: Loi du 9 décembre 1905 concemant la séparation des Églises et de l’État) se debatió en la Cámara de Diputados de Francia del 21 de marzo al 3 de julio, y en el Senado del 9 de noviembre al 6 de diciembre de 1905, sancionada por el Presidente de la República el 9 de diciembre, fue publicada en el diario oficial el 11 de diciembre. Promulgada durante la Tercera República, estableció un estado secular en Francia. Francia estaba entonces gobernada por el Bloc des gauches (Bloque de las Izquierdas) liderada por Émile Combes, quien, como presidente del consejo de ministros, presentó el proyecto del gobierno, pero el escándalo de Affaire des Fiches provocó su dimisión en enero de 1905. Combes fue sustituido por Maurice Rouvier, primer ministro desde el 24 de enero de 1905 al 12 de marzo de 1906, y a él le correspondió presentar de nuevo el proyecto de ley en la Cámara de diputados el 9 de febrero de 1905.
La ley estaba basada en tres principios: 
- La neutralidad del Estado.
- La libertad en el ejercicio religioso.
- Los poderes públicos relacionados con la Iglesia.

La ley es vista como la columna del principio francés de laicismo. La ley declara la célebre frase: “La República no reconoce, no paga, ni subsidia religión alguna”.

## Historia

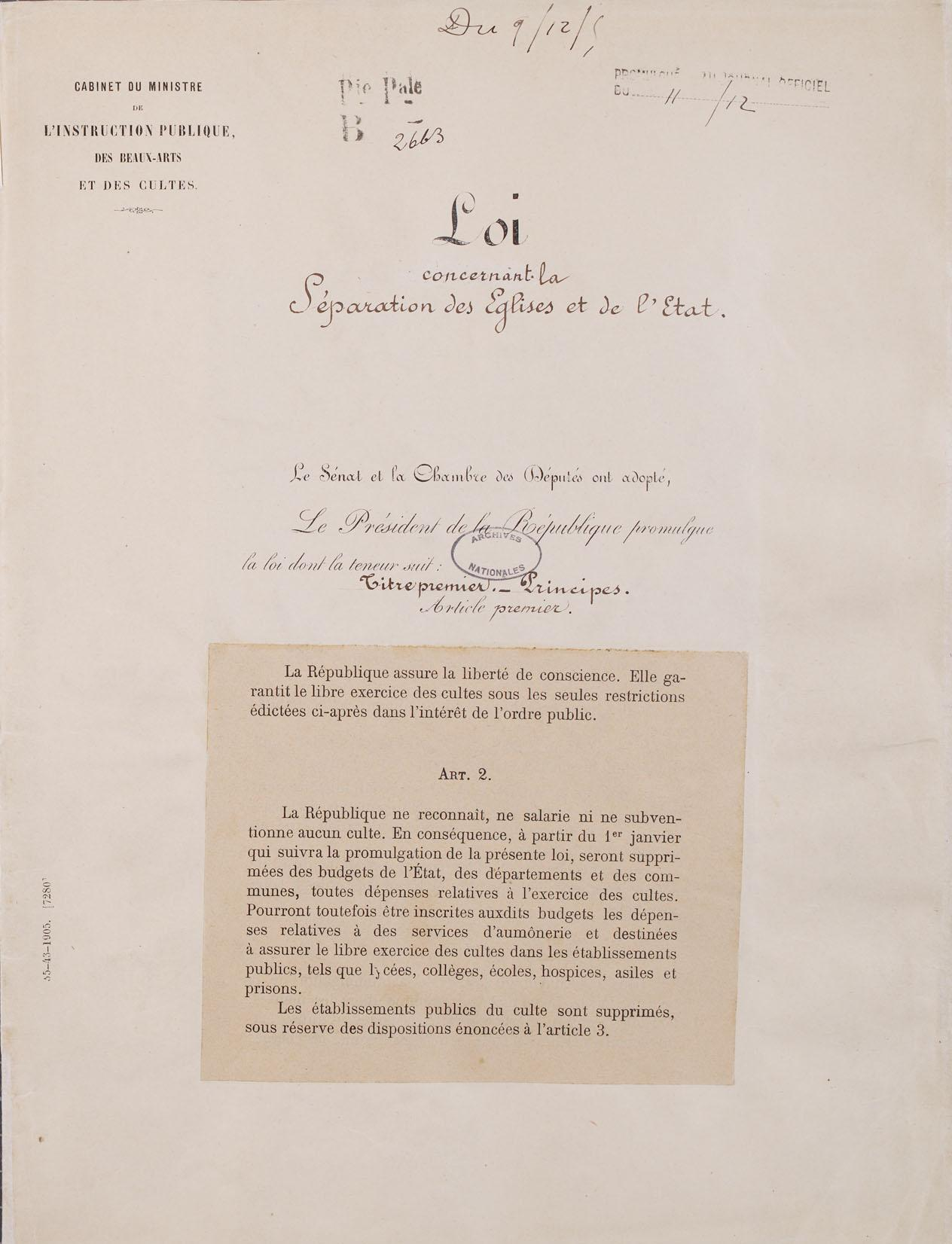
Ley del 9 de diciembre de 1905

Aunque establecida oficialmente a través de la ley de 1905, el concepto de estado secular en Francia se traza frecuentemente a la Revolución Francesa, comenzando en 1789. Antes de ese tiempo, el catolicismo había sido la religión del estado de Francia, y la jerarquía católica estaba firmemente entrelazada con el antiguo régimen. De todos modos, la revolución llevó a varios cambios de política, incluyendo la breve separación de la Iglesia y el Estado en 1795, dada por terminada por el establecimiento por parte de Napoleón de la Iglesia de Francia con el Concordato de 1801. Un documento importante en la evolución hacia la libertad religiosa la Declaración de los Derechos del Hombre y del Ciudadano de 1789, expresaba que:

Nadie será molestado en razón de sus opiniones, aun las religiosas, en tanto que tales manifestaciones no interfieran con la Ley y el Orden establecidos.
Declaración de los Derechos del Hombre y del Ciudadano

De todos modos, el estado francés continuó solventando cuatro religiones oficiales entrado el siglo XX: el catolicismo, el calvinismo, el luteranismo y el judaísmo. Construyó iglesias, templos y sinagogas además de otros edificios religiosos a través de los impuestos gravados a la población entera y no solo a aquellos afiliados con esas religiones.
La Comuna de París de 1871 había proclamado el secularismo estatal el 3 de abril de 1871, pero había sido cancelado siguiendo su derrota. Luego de la crisis del 16 de mayo de 1877 y la victoria de los republicanos en las elecciones siguientes, varios proyectos de ley requiriendo la supresión del Concordato de 1801 se depusieron, comenzando con la proposición de Charles Boysset el 31 de julio de 1879.
A partir de entonces, la Tercera República estableció la educación secular con las leyes de Jules Ferry de 1881 y 1882, las cuales fueron unas de las primeras bases para el firme establecimiento del régimen republicano en Francia. En 1886 otra ley aseguró la secularización del personal de enseñanza de la Educación Nacional. El 30 de julio de 1904, la Cámara de Diputados votó –en contra de los deseos de Emile Combes– la ruptura de las relaciones con la Santa Sede, siguiendo la sanción por parte de la Santa Sede de dos obispos franceses (Albert-Léon-Marie Le Nordez y Pierre-Joseph Geay) quienes se declararon republicanos y a favor de la conciliación con la República; estas relaciones serían restablecidas recién en 1921, luego que el Senado aceptase votar la proposición de Aristide Briand.

## Efectos
La ley de 1905 puso fin al financiamiento de grupos religiosos por el Estado (El Estado había acordado tales fondos en el Concordato de 1801 como compensación por las confiscaciones realizadas por la Revolución Francesa sobre propiedades de la Iglesia, propiedades con las que esta hubiese podido financiarse a sí misma). Al mismo tiempo, declaró que todos los edificios religiosos serían propiedad del estado y los gobiernos locales; el gobierno pone tales edificios a disposición de las organizaciones religiosas sin costo para estas, siempre que sigan usando esos edificios con fines de culto. Otros artículos de la ley incluyen la prohibición de fijar símbolos religiosos en edificios públicos, estableciendo también que la República no nombrará más obispos o arzobispos (aunque esto último se modificó en la práctica desde 1926). El papa Pío X, condenó expresamente la ley, en la encíclica Vehementer Nos, en cuanto por ella la República rompía unilateralmente el Concordato, que ni siquiera fue denunciado formalmente, y desposeía a la Iglesia de sus propiedades, condicionando el uso de los templos.
Como Alsacia y Lorena formaban parte del Imperio Alemán, la ley de 1905 –así como otras legislaciones– no se aplicaban –ni se aplican– allí. Asimismo la ley de 1905 no se extendió en su aplicación hacia la Guayana Francesa –una colonia en ese momento– y hasta el día de hoy el gobierno local continúa financiando a la Iglesia Católica.
Otra modificación ocurrió cuando Aristide Briand negoció subsecuentemente el acuerdo de Briand-Ceretti con el Vaticano, donde el estado tiene un rol en la elección de obispos diocesanos.
Mientras que la intención explícita de la ley era la negar la existencia de una religión avalada por el Estado, su efecto final fue el de incapacitar a la religión católica como una fuerza institucional en la vida pública, al negarle a esta o cualquier otra religión, el financiamiento gubernamental.

## Política
Las principales figuras en la creación de la ley fueron Aristide Briand, Émile Combes, Jean Jaurès y Francis de Pressensé. Inicialmente los católicos estaban seriamente afectados ya que la ley declaraba a las iglesias como propiedad del estado y los gobiernos locales. Un punto de fricción era que las autoridades públicas tenían que entregar los edificios a los representantes laicos de las organizaciones religiosas (associations cultuelles) que quedaban bajo el control del Estado. Tras algunos intentos de aproximación de posturas entre la República y la Iglesia, que rechazaba esa intervención, se llegó a una solución mediante la formulación de unos estatutos pàra esas asociaciones que respetaban la libertad de la Iglesia. El papa Pío XI, mediante la encíclica Maximam gravissimamque, aprobó formalmente esa solución.
Este fue uno de los puntos más controvertidos, pues esas asociaciones quedaban bajo el control del Estado, Esto ocasionó desobediencias civiles e incluso revueltas por parte de católicos. La Santa Sede urgió a los sacerdotes a luchar pacíficamente en nombre del catolicismo. El papa Pío X publicó la encíclica Vehementer Nos denunciando a la ley como contraria a la constitución de la iglesia. Asimismo la ley liberó a la iglesia del control del estado, ya que esta podía recaudar más fondos que las sumas modestas que el estado el proveía y podía elegir sus propios obispos, como ya era el caso para los católicos de EE. UU., Polonia e Irlanda.
La ley y su implementación inicial fueron controvertidas, principalmente por el anticlericalismo imperante en mucha de la izquierda política francesa de ese tiempo. La ley encolerizó a muchos católicos que recientemente habían comenzado a abogar por la causa de la república, apoyada por la encíclica de 1892 de León XIII Au milieu des sollicitudes y por el visto bueno manifestado en 1890 por Cardenal Lavigerie a favor de la República. De todos modos la ley progresivamente llegó a ser casi universalmente aceptada entre franceses, incluyendo a los miembros de la Iglesia Católica, la que vio en ella la posibilidad de mayor libertad sobre la interferencia del estado en temas culturales.
Sin embargo recientemente algunos políticos y comunidades han puesto la ley en duda, argumentando que esta, a pesar de su posición explícita a favor de un estado secular, supuestamente favorece a las religiones que –de facto– son las tradicionales de Francia, en particular a la Iglesia Católica, a favor de religiones establecidas más recientemente, como el caso del Islam; mientras la mayoría de las iglesias católicas en el país fueron construidas antes de 1905 y de ese modo son mantenidas mayoritariamente por los fondos públicos, los seguidores del Islam y otras religiones de asentamiento reciente tienen que pagar la financiación completa de sus establecimientos religiosos. Este fue uno de los argumentos de Nicolas Sarkozy, cuando fue Ministro del Interior, al abrir una controversia al argumentar a favor de extender la financiación hacia otros centros culturales aparte del catolicismo, protestantismo y el judaísmo.
De todos modos la ley de 1905 fue frecuentemente considerada políticamente intocable. Rivales de Sarkozy como Jacques Chirac y Dominique de Villepin, lograron disputar que alguna enmienda fuese hecha a la ley.

## Actualidad
El modelo plasmado por la Ley de Separación sufrió un cambio importante con el regreso a la relación concordataria con la Santa Sede en 2008, con la firma del Acuerdo sobre reconocimientos de grados y diplomas de enseñanza superior de 18 de diciembre de 2008, con entrada en vigor el 1 de enero de 2009, y que ha supuesto el reconocimiento oficial de la enseñanza religiosa. Hay que tener en cuenta que estos acuerdos, con valor de tratado internacional, desplazan en lo que sea incompatible la legislación interna, en virtud de la primacía del Derecho Internacional. No supone, por tanto, una derogación de la ley, pero sí que no será de aplicación a la Iglesia católica en lo que respecta a los aspectos del acuerdo.
Este acercamiento se ha intensificado en 2016, cuando Francia y la Santa Sede han llegado a un nuevo acuerdo sobre la titularidad eclesiástica de la institución cultural francesa Trinità dei monti el 25 de julio de ese año, con entrada en vigor el 25 de noviembre.